# Список птахів Островів Святої Єлени, Вознесіння і Тристан-да-Кунья
Це перелік видів птахів, зафіксованих на території островів Святої Єлени, Вознесіння і Тристан-да-Кунья. Авіфауна острова Святої Єлени і Залежних Територій налічує загалом 205 видів, з яких 17 видів є ендемічними, а 34 види були інтродуковані людьми.

## Позначки
Наступні теги використані для виділення деяких категорій птахів.
- (А) Випадковий — вид, який рідко або випадково трапляється на острові Святої Єлени і Залежних Територіях
- (Е) Ендемічий — вид, який є ендеміком острова Святої Єлени і Залежних Територій
- (I) Інтродукований — вид, завезений на острів Святої Єлени і Залежні Території як наслідок, прямих чи непрямих людських дій
- (Ex) Локально вимерлий — вид, який більше не трапляється на острові Святої Єлени і Залежних Територіях, хоча його популяції існують в інших місцях
- (X) Вимерлий — вид, який мешкав на острові Святої Єлени і Залежних Територіях, однак повністю вимер.

## Гусеподібні(Anseriformes)
Родина: Качкові (Anatidae)
- Свистач рудий, Dendrocygna bicolor
- Качка шишкодзьоба, Sarkidiornis melanotos (A)
- Чирянка жовтодзьоба, Anas flavirostris (A)

## Куроподібні(Galliformes)
Родина: Цесаркові (Numididae)
- Цесарка рогата, Numida meleagris (I)

Родина: Фазанові (Phasianidae)
- Фазан звичайний, Phasianus colchicus (I)
- Павич звичайний, Pavo cristatus (I)
- Курка банківська, Gallus gallus (I)
- Турач сірий, Ortygornis pondicerianus (I)
- Перепілка звичайна, Coturnix coturnix (I)
- Кеклик кремовогорлий, Alectoris chukar (I)
- Кеклик європейський, Alectoris graeca (I)
- Турач капський, Pternistis capensis (I)
- Турач рудогорлий, Pternistis afer

## Пірникозоподібні(Podicipediformes)
Родина: Пірникозові (Podicipedidae)
- Пірникоза мала, Tachybaptus ruficollis

## Голубоподібні(Columbiformes)
Родина: Голубові (Columbidae)
- Голуб сизий, Columba livia (I)
- Streptopelia picturata (I)
- Geopelia striata (I)
- Dysmoropelia dekarchiskos (X)

## Зозулеподібні(Cuculiformes)
Родина: Зозулеві (Cuculidae)
- Кукліло північний, Coccyzus americanus (A)
- Зозуля санта-геленська, Nannococcyx psix (X)
- Зозуля звичайна, Cuculus canorus (A)

## Дрімлюгоподібні(Caprimulgiformes)
Родина: Дрімлюгові (Caprimulgidae)
- Анаперо віргінський, Chordeiles minor (A)
- Дрімлюга звичайний, Caprimulgus europaeus (A)

## Серпокрильцеподібні(Apodiformes)
Родина: Серпокрильцеві (Apodidae)
- Серпокрилець чорний, Apus apus (A)

## Журавлеподібні(Gruiformes)
Родина: Пастушкові (Rallidae)
- Деркач лучний, Crex crex (A)
- Пастушок тристанський, Laterallus rogersi (E)
- Погонич санта-геленський, Zapornia astrictocarpus (X)
- Пастушок атлантичний, Mundia elpenor (X)
- Пастушок золотодзьобий, Neocrex erythrops (A)
- Погонич звичайний, Porzana porzana (A)
- Курочка тристанська, Gallinula nesiotis (X)
- Курочка короткокрила, Gallinula comeri (E)
- Курочка водяна, Gallinula chloropus
- Лиска жовтодзьоба, Fulica armillata (A)
- Лиска африканська, Fulica cristata
- Султанка африканська, Porphyrio alleni (A)
- Погонич американський, Porphyrio martinicus (A)
- Султанка зеленоспинна, Porphyrio madagascariensis
- Пастушок санта-геленський, Aphanocrex podarces (X)

## Сивкоподібні(Charadriiformes)
Родина: Сніжницеві (Chionidae)
- Сніжниця жовтодзьоба, Chionis albus (A)

Родина: Куликосорокові (Haematopodidae)
- Кулик-сорока євразійський, Haematopus ostralegus (A)

Родина: Сивкові (Charadriidae)
- Сивка морська, Pluvialis squatarola (A)
- Чайка строката, Vanellus armatus (A)
- Пісочник товстодзьобий, Charadrius leschenaultii (A)
- Пісочник-пастух, Charadrius pecuarius
- Пісочник великий, Charadrius hiaticula (A)
- Пісочник атлантичний, Charadrius sanctaehelenae (E)
- Пісочник сірощокий, Charadrius modestus (A)

Родина: Яканові (Jacanidae)
- Якана африканська, Actophilornis africanus

Родина: Баранцеві (Scolopacidae)
- Бартрамія, Bartramia longicauda (A)
- Кульон середній, Numenius phaeopus (A)
- Грицик малий, Limosa lapponica (A)
- Крем'яшник звичайний, Arenaria interpres (A)
- Побережник ісландський,  Calidris canutus (A)
- Брижач, Calidris pugnax (A)
- Побережник гострохвостий, Calidris acuminata (A)
- Побережник білий, Calidris alba
- Побережник малий, Calidris minuta (A)
- Побережник білогрудий, Calidris fuscicollis (A)
- Побережник арктичний, Calidris melanotos (A)
- Побережник тундровий, Calidris pusilla (A)
- Плавунець плоскодзьобий, Phalaropus fulicarius (A)
- Набережник палеарктичний, Actitis hypoleucos (A)
- Набережник плямистий, Actitis macularius (A)
- Коловодник лісовий, Tringa ochropus (A)
- Коловодник малий, Tringa solitaria (A)
- Коловодник великий, Tringa nebularia (A)
- Коловодник жовтоногий, Tringa flavipes (A)
- Коловодник ставковий, Tringa stagnatilis
- Коловодник болотяний, Tringa glareola (A)
- Коловодник звичайний, Tringa totanus (A)

Родина: Поморникові (Stercorariidae)
- Поморник великий, Stercorarius skua (A)
- Поморник фолклендський, Stercorarius antarctica
- Поморник чилійський, Stercorarius chilensis (A)
- Поморник антарктичний, Stercorarius maccormicki (A)
- Поморник середній, Stercorarius pomarinus (A)
- Поморник короткохвостий, Stercorarius parasiticus (A)
- Поморник довгохвостий, Stercorarius longicaudus (A)

Родина: Мартинові (Laridae)
- Мартин ставковий, Leucophaeus pipixcan (A)
- Мартин домініканський, Larus dominicanus (A)
- Крячок бурий, Anous stolidus
- Крячок атоловий, Anous minutus
- Крячок тонкодзьобий, Anous tenuirostris
- Крячок білий, Gygis alba
- Крячок строкатий, Onychoprion fuscatus
- Крячок полярний, Sterna paradisaea (A)
- Крячок антарктичний, Sterna vittata (A)

## Фаетоноподібні(Phaethontiformes)
Родина: Фаетонові (Phaethontidae)
- Фаетон білохвостий, Phaethon lepturus (A)
- Фаетон червонодзьобий, Phaethon aethereus
- Фаетон червонохвостий, Phaethon rubricauda (A)

## Пінгвіноподібні(Sphenisciformes)
Родина: Пінгвінові (Spheniscidae)
- Пінгвін королівський, Aptenodytes patagonicus (A)
- Пінгвін-шкіпер, Pygoscelis papua (A)
- Пінгвін антарктичний, Pygoscelis antarcticus (A)
- Пінгвін африканський, Spheniscus demersus
- Пінгвін золотоволосий, Eudyptes chrysolophus (A)
- Пінгвін чубатий, Eudyptes chrysocome
- Eudyptes moseleyi (A)

## Буревісникоподібні(Procellariiformes)
Родина: Альбатросові (Diomedeidae)
- Альбатрос смугастодзьобий, Thalassarche chlororhynchos (A)
- Альбатрос сіроголовий, Thalassarche chrysostoma
- Альбатрос сірощокий, Thalassarche cauta
- Альбатрос баунтійський, Thalassarche salvini
- Альбатрос чорнобровий, Thalassarche melanophris (A)
- Альбатрос бурий, Phoebetria fusca (A)
- Альбатрос довгохвостий, Phoebetria palpebrata
- Альбатрос мандрівний, Diomedea exulans (A)

Родина: Океанникові (Oceanitidae)
- Океанник Вільсона, Oceanites oceanicus (A)
- Океанник сіроспинний, Garrodia nereis
- Океанник білобровий, Pelagodroma marina (A)
- Фрегета білочерева, Fregetta grallaria (A)
- Фрегета чорночерева, Fregetta tropica (A)

Родина: Качуркові (Hydrobatidae)
- Качурка північна, Hydrobates leucorhous
- Качурка мадерійська, Hydrobates castro

Родина: Буревісникові (Procellariidae)
- Буревісник гігантський, Macronectes giganteus
- Буревісник велетенський, Macronectes halli
- Буревісник південний, Fulmarus glacialoides  (A)
- Пінтадо, Daption capense (A)
- Тайфунник кергеленський, Aphrodroma brevirostris
- Тайфунник санта-геленський, Pseudobulweria rupinarum (X)
- Тайфунник довгокрилий, Pterodroma macroptera
- Тайфунник тринідадський, Pterodroma arminjoniana (A)
- Тайфунник Мерфі, Pterodroma ultima (A)
- Тайфунник м'якоперий, Pterodroma mollis (A)
- Тайфунник білоголовий, Pterodroma lessonii
- Тайфунник тихоокеанський, Pterodroma externa
- Тайфунник атлантичний, Pterodroma incerta
- Буревісник блакитний, Halobaena caerulea (A)
- Пріон широкодзьобий, Pachyptila vittata (A)
- Пріон малий, Pachyptila salvini
- Пріон антарктичний, Pachyptila desolata
- Пріон тонкодзьобий, Pachyptila belcheri
- Бульверія тонкодзьоба, Bulweria bulwerii (A)
- Бульверія санта-геленська, Bulweria bifax (X)
- Буревісник сірий, Procellaria cinerea
- Буревісник білогорлий, Procellaria aequinoctialis
- Буревісник тристанський, Procellaria conspicillata
- Буревісник атлантичний, Calonectris borealis
- Буревісник великий, Ardenna gravis
- Буревісник сивий, Ardenna griseus (A)
- Буревісник-крихітка тристанський, Puffinus elegans
- Буревісник реюньйонський, Puffinus bailloni (A)
- Puffinus pacificoides (X)
- Пуфінур великий, Pelecanoides urinatrix

## Лелекоподібні(Ciconiiformes)
Родина: Лелекові (Ciconiidae)
- Лелека білий, Ciconia ciconia (A)

## Сулоподібні(Suliformes)
Родина: Фрегатові (Fregatidae)
- Фрегат-арієль, Fregata ariel
- Фрегат вознесенський, Fregata aquila (E)
- Фрегат тихоокеанський, Fregata minor

Родина: Сулові (Sulidae)
- Сула жовтодзьоба, Sula dactylatra
- Сула білочерева, Sula leucogaster
- Сула червононога, Sula sula (A)
- Сула африканська, Morus capensis

## Пеліканоподібні(Pelecaniformes)
Родина: Чаплеві (Ardeidae)
- Бугайчик африканський, Ixobrychus sturmii (A)
- Чапля сіра, Ardea cinerea (A)
- Кокої, Ardea cocoi (A)
- Чапля руда, Ardea purpurea (A)
- Чепура велика, Ardea alba (A)
- Чепура американська, Egretta thula (A)
- Чепура блакитна, Egretta caerulea (A)
- Чапля єгипетська, Bubulcus ibis (A)
- Чапля жовта, Ardeola ralloides (A)
- Чапля мангрова, Butorides striata (A)
- Квак звичайний, Nycticorax nycticorax (A)

## Bucerotiformes
Родина: Одудові (Upupidae)
- Одуд санта-геленський, Upupa antaios (X)

## Сиворакшоподібні(Coraciiformes)
Родина: Сиворакшові (Coraciidae)
- Сиворакша євразійська, Coracias garrulus (A)

## Соколоподібні(Falconiformes)
Родина: Соколові (Falconidae)
- Кібчик амурський, Falco amurensis (A)

## Папугоподібні(Psittaciformes)
Родина: Какадові (Cacatuidae)
- Какаду рожевий, Eolophus roseicapilla (I)

## Горобцеподібні(Passeriformes)
Родина: Тиранові (Tyrannidae)
- Тиран королівський, Tyrannus tyrannus (A)

Родина: Сорокопудові (Laniidae)
- Сорокопуд терновий, Lanius collurio (A)

Родина: Жайворонкові (Alaudidae)
- Жайворонок польовий, Alauda arvensis

Родина: Ластівкові (Hirundinidae)
- Ластівка берегова, Riparia riparia (A)
- Ластівка сільська, Hirundo rustica (A)
- Ясківка білолоба, Petrochelidon pyrrhonota (A)
- Ластівка міська, Delichon urbicum (A)

Родина: Вівчарикові (Phylloscopidae)
- Вівчарик весняний, Phylloscopus trochilus (A)

Родина: Шпакові (Sturnidae)
- Бео священний, Gracula religiosa (I)
- Шпак звичайний, Sturnus vulgaris (I)
- Майна індійська, Acridotheres tristis (I)

Родина: Дроздові (Turdidae)
- Дрізд співочий, Turdus philomelos
- Дрізд чорний, Turdus merula
- Дрізд тристанський, Turdus eremita (E)

Родина: Мухоловкові (Muscicapidae)
- Вільшанка, Erithacus rubecula

Родина: Ткачикові (Ploceidae)
- Магалі-вусань південний, Sporopipes squamifrons (I)
- Фуді червоний, Foudia madagascariensis (I)
- Вайдаг вогнистий, Euplectes orix (I)
- Вайдаг білокрилий, Euplectes albonotatus (I)
- Вайдаг великохвостий, Euplectes progne (I)

Родина: Астрильдові (Estrildidae)
- Рисівка яванська, Padda oryzivora (I)
- Астрильд чорнощокий, Brunhilda erythronotos (I)
- Астрильд смугастий, Estrilda astrild (I)
- Астрильд гранатовий, Granatina granatina (I)
- Астрильд-метелик савановий, Uraeginthus angolensis
- Мельба строката, Pytilia melba (I)

Родина: Вдовичкові (Viduidae)
- Вдовичка райська, Vidua paradisaea (I)
- Вдовичка королівська, Vidua regia (I)

Родина: Горобцеві (Passeridae)
- Горобець хатній, Passer domesticus (I)

Родина: В'юркові (Fringillidae)
- Зяблик звичайний, Fringilla coelebs
- Зеленяк звичайний, Chloris chloris
- Щедрик жовтолобий, Crithagra mozambica (I)
- Щедрик акацієвий, Crithagra sulphurata (I)
- Щедрик жовточеревий, Crithagra flaviventris (I)
- Щиглик звичайний, Carduelis carduelis
- Щедрик європейський, Serinus serinus (I)
- Канарка, Serinus canaria (I)
- Serinus canicollis

Родина: Саякові (Thraupidae)
- Вівсянка гузька, Rowettia goughensis (E)
- Тристанка мала, Neospiza acunhae (E)
- Тристанка жовта, Nesospiza questi (E)
- Тристанка велика, Nesospiza wilkinsi (E)